# Кулдіп Сінґг Бгоґал
Кулдіп Сінґг Бгоґал (4 березня 1950) — угандійський хокеїст на траві.
Учасник Олімпійських Ігор 1972 року.